# Agron Šalja
Agron Šalja, slovenski nogometaš in trener, * 20. avgust 1972, Vevče.
Šalja je nekdanji profesionalni nogometaš, ki je igral na položaju branilca. V svoji karieri je igral za slovenske klube Olimpijo, Primorje, Vevče, Domžale, Triglav Kranj in Interblock. Skupno je v prvi slovenski ligi odigral 207 tekem in dosegel 14 golov. Po koncu kariere nogometaša deluje kot trener, vodil je Celje in Gorico, od leta 2023 pa vodi Krko.